# Ежидіо Перейра Жуніор
Ежидіо Перейра Жуніор (порт. Egídio de Araújo Pereira Júnior, нар. 16 червня 1986, Ріо-де-Жанейро) — бразильський футболіст, лівий захисник.
Виступав, зокрема, за клуб «Крузейру», з яким є дворазовим чемпіоном Бразилії.

## Ігрова кар'єра
Народився 16 червня 1986 року в місті Ріо-де-Жанейро. Вихованець футбольної школи клубу «Фламенго». Дорослу футбольну кар'єру розпочав 2006 року в основній команді того ж клубу, з якою тричі вигравав чемпіонат штату Ріо-де-Жанейро, також здобував Кубок Бразилії, Кубок Гуанабара та Трофей Ріо. Незважаючи на це Ежидіо рідко грав в основній команді, через що знану частину часу провів у оренді в інших бразильських клубах: «Парана», «Жувентуде», «Фігейренсе», «Віторія» (Салвадор), «Сеара» та «Гояс». Причому з «Віторією» Ежидіо 2010 року виграв чемпіонат штату Баїя та Кубок Північного Сходу, а з «Гоясом» 2012 року виграв чемпіонат штату Гояно та бразильську Серію Б.
3 грудня 2012 року став гравцем «Крузейру» і в першому ж сезоні виграв з клубом національний чемпіонат. У сезоні 2014 року Ежидіо з командою виграв чемпіонат штату Мінас-Жейрас та бразильський чемпіонат. За його підсумками Ежидіо був названий федерацією найкращим лівим захисником сезону.
11 січня 2015 року підписав трирічний контракт з дніпропетровським «Дніпром», де був покликаний замінити Івана Стринича, що покинув клуб.
30 березня 2015 стало відомо, що Ежидіо в односторонньому порядку розірвав контракт із дніпропетровським клубом через борги по зарплаті.

## Досягнення
«Фламенго»
- Володар Кубка Бразилії: 2006
- Володар Кубка Гуанабара: 2008, 2011
- Чемпіон штату Ріо-де-Жанейро: 2008, 2009, 2011
- Володар Трофею Ріо: 2009, 2011

 «Віторія»
- Чемпіон штату Баїя: 2010
- Володар Кубка Північного Сходу: 2010

 «Гояс»
- Чемпіон штату Гояно: 2012
- Переможець Серії B: 2012

 «Крузейру»
- Чемпіон Бразилії: 2013, 2014
- Чемпіон штату Мінас-Жейрас: 2014
- Володар Кубка Бразилії: 2018

 «Палмейрас»
- Чемпіон Бразилії: 2016
- Володар Кубка Бразилії: 2015

### Індивідуальні
- Найкращий лівий захисник чемпіонату Бразилії: 2014[5]